# Kościerzyna
Kościerzyna (kašubsky Kòscérzna, německy Berent, dříve též Bern) je město v Polsku, v Pomořském vojvodství. Tvoří samostatnou městskou gminu Kościerzyna.

## Statistiky
Podle studie GUS ze dne 30. června 2021 mělo město 23 698 obyvatel a bylo 15. nejlidnatějším městem v Pomořském vojvodství.
Podle údajů z roku 2005 má Kościerzyna rozlohu 15,83 km² (zemědělská půda tvoří 55 %, lesní půda 5 %). Město zabírá 1,36 % rozlohy okresu.

### Demografie 1960–2011

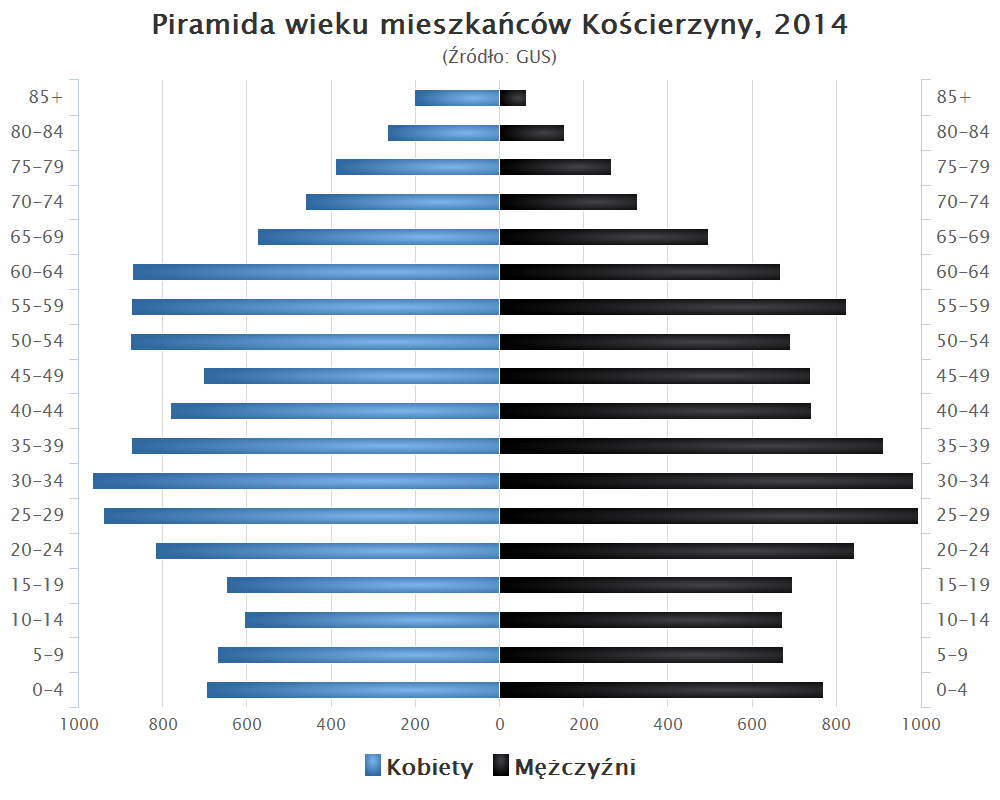
Věková pyramida města z 2014

| Rok  | Populace |
| ---- | -------- |
| 1960 | 10 900   |
| 1970 | 15 100   |
| 1975 | 17 100   |
| 1976 | 17 636   |
| 1980 | 18 664   |
| 1985 | 20 658   |
| 1990 | 22 663   |
| 1993 | 22 972   |
| 1994 | 23 080   |
| 1995 | 23 174   |
| 1996 | 23 278   |
| 1998 | 23 501   |
| 1999 | 22 826   |
| 2000 | 22 916   |
| 2001 | 23 060   |
| 2002 | 23 218   |
| 2003 | 23 196   |
| 2004 | 23 145   |
| 2005 | 23 031   |
| 2006 | 23 528   |
| 2007 | 23 022   |
| 2008 | 22 976   |
| 2009 | 23 101   |
| 2010 | 23 138   |
| 2011 | 23 765   |

## Historie
Městská práva získala Kościerzyna v roce 1398. V polovině 15. století mělo město přibližně 300 obyvatel.
V roce 1462 byl z města vyhnán Řád německých rytířů a po uzavření Toruňského míru se Kościerzyna stala sídlem okresu v Pomořanském vojvodství Království polského.
V 17. století město třikrát postihly ničivé požáry, bylo vypleněno pochodujícími vojsky a jeho obyvatelstvo zdecimovaly epidemie. V roce 1772 zde žilo pouze 602 lidí.
Na konci roku 1892 měla Kościerzyna 4 317 obyvatel, z toho:
- 2 366 Kašubů (2 336 katolíků a 30 protestantů)
- 1 471 Němců (180 katolíků a 1 291 protestantů)
- 396 Židů
- 80 Poláků
- 4 osoby jiných národností

Po vypuknutí druhé světové války byla Kościerzyna 2. září 1939 obsazena nacisty. Dne 8. března 1945 vstoupila do města Rudá armáda, ale nezpůsobila větší škody.
V roce 1999 byla Kościerzyna začleněna do nově vzniklého Pomořského vojvodství.